# Sainte-Colombe, Charente
Sainte-Colombe är en kommun i departementet Charente i regionen Nouvelle-Aquitaine i västra Frankrike. Kommunen ligger  i kantonen Mansle som ligger i arrondissementet Confolens. År 2017 hade Sainte-Colombe 198 invånare.

## Befolkningsutveckling
Antalet invånare i kommunen Sainte-Colombe
Referens:INSEE